# Shigeru Sakurai
Shigeru Sakurai (japanisch 桜井 繁 Sakurai Shigeru; * 29. Juni 1979 in der Präfektur Ibaraki) ist ein ehemaliger japanischer Fußballspieler.

## Karriere
Sakurai erlernte das Fußballspielen in der Schulmannschaft der Sakai High School und der Universitätsmannschaft der Komazawa-Universität. Seinen ersten Vertrag unterschrieb er 2002 bei den Montedio Yamagata. Der Verein spielte in der zweithöchsten Liga des Landes, der J2 League. Für den Verein absolvierte er 133 Ligaspiele. 2007 wechselte er zum Erstligisten Ventforet Kofu. Am Ende der Saison 2007 stieg der Verein in die J2 League ab. Für den Verein absolvierte er 30 Ligaspiele. 2009 wechselte er zum Ligakonkurrenten Vegalta Sendai. 2009 wurde er mit dem Verein Meister der J2 League und stieg in die J1 League auf. 2012 wurde er mit dem Verein Vizemeister der J1 League. 2015 wechselte er zum Zweitligisten Tochigi SC. Für den Verein absolvierte er 20 Ligaspiele. Ende 2015 beendete er seine Karriere als Fußballspieler.

## Erfolge
Vegalta Sendai
- J1 League

Vizemeister: 2012